# آرمیستید موپین
آرمیستید موپین (انگلیسی: Armistead Maupin؛ زادهٔ ۱۳ مهٔ ۱۹۴۴) یک افسر (ارتش) اهل ایالات متحده آمریکا است.